# Abbaye Notre-Dame de la Chaume
L'abbaye Notre-Dame de la Chaume est une ancienne abbaye bénédictine, située dans la commune de Machecoul, dans le département français de la Loire-Atlantique.

## Historique
Après une lutte d'influence entre les différentes grandes abbayes d'Angers, de Tours et de Redon pour dominer dans l'importante zone salicole de la "Baye de Bretagne", l'Abbatia de Calma devient au sein du duché breton l'une des neuf abbayes bénédictines du pays de Nantes qui relevait de l'abbaye Saint-Sauveur de Redon.
C'est cette abbaye qui en tirera le meilleur profit et deviendra l'héritière des prieurés philibertins. Ce sont en effet les religieux de Redon qui reçurent du seigneur de Sainte-Croix, Harscoët de Retz, vassal du duc de Bretagne Conan II, l'autorisation d'élever un prieuré sur l'emplacement d'un antique sanctuaire dédié à la Vierge Marie qu'avaient fondé les disciples de saint Philibert vers la fin du VIIe siècle, sous le vocable de Notre-Dame de Pitié et qui deviendra la chapelle de l'abbaye. Il leur donne en 1055 : la chapelle, une borderie, le cimetière, le quart d'une vigne, un pré, un moulin et le tiers du site de La Chaume.
L'ensemble se trouvait tout près du château de Machecoul, clos de murs, sur une surface d'environ 8 100 m2. La donation n'était pas complètement gratuite, car ce seigneur connaissait bien les talents des moines à mettre en valeur les terres ingrates comme celles de La Chaume et que ces moines étaient d'excellents spécialistes de la saunerie. Cette terre était réputée mauvaise, pleine de coquelicots, ne produisant rien.
Cette chapelle, avant l'an 1000, était un centre de pèlerinage important et de nombreux fidèles, riches et pauvres, se faisaient inhumer dans ce lieu. Devenue trop petite, on enterra les morts tout autour de l'édifice. C'est ainsi que prit corps le grand cimetière mérovingien que nous connaissons, avec ses nombreux sarcophages de calcaire coquillier, devenu aujourd'hui le cimetière de Machecoul.
Les religieux de Saint-Sauveur y trouvèrent une seconde chapelle dédiée à saint Jean-Baptiste, placée plus tard sous le vocable de Sainte-Croix et qui deviendra l'église paroissiale. Ces deux chapelles étaient desservies, chacune par un chapelain qui durent céder la place aux quatre religieux qui accompagnaient le prieur : Justin, envoyé par Perennés (+ 1060), abbé de Redon en 1055.
En 1063, le cloître est construit et le prieuré devient abbaye en 1092. En 1099, il y a neuf religieux à l'abbaye.
Des problèmes de ressources se posent dès 1373, ainsi qu'en 1554.
Après être restée longtemps sous le patronage de l'abbaye Saint-Sauveur de Redon, elle passe dans la mouvance des barons de Retz, seigneurs de Machecoul. Après le traité d'union du duché de Bretagne au royaume de France, de 1594 à 1670, la famille de Gondi a l'abbaye en commende et est suivie par les évêques de Nantes de 1671 à 1791.
En 1618, l'abbé Jean-François de Gondi, fit venir les moines de la Société de Bretagne, pour réformer l'abbaye, et il se forma un renouveau spirituel. Puis, à la dissolution de cette société et son rattachement à la congrégation de Saint-Maur, les moines n'acceptant pas cette décision furent autorisés à rester en l'abbaye ou dans l'abbaye Notre-Dame du Tronchet et encore à l'abbaye Notre-Dame de Lanthénac. Ils pouvaient y suivre leur observance, mais sans la propager. En 1639, ils n'étaient plus que dix-huit religieux dans ces trois maisons.
En 1767-1768, par manque de revenu et de moines, et sur décision du chapitre général de la congrégation de Saint-Maur, la conventualité en ce monastère est supprimée et les quatre derniers moines sont invités à quitter Notre-Dame de la Chaume, pour rejoindre l'abbaye Saint-Martin de Vertou. Un seul restera, le jeune frère novice François-Simon Boutan, natif de Vertou. Le frère cellerier Henry Defay, mourut avant de quitter l'abbaye.
L'abbaye est vendue au dernier seigneur de Retz, le marquis Alexandre de Brie-Serrant, qui la loue à un fermier, puis, du consentement de Louis XV, à Pierre-Jacques Meslé de Grandclos, vicaire général de Saint-Malo.
À la Révolution française, c'est le prieur de Vertou, dom Soulastre, qui fera l'inventaire des biens de l'abbaye Notre-Dame de la Chaume et qui fera brûler les archives de son abbaye, ainsi que celles de La Chaume.
Les bâtiments deviendront la propriété de M. Guillaume Pimparay, qui autorisera, en 1802, les habitants de Fresnay-en-Retz à détruire églises et couvents pour récupérer les pierres, afin de reconstruire l'église de Fresnay-en-Retz. D'autres dépendances furent acquises par les familles Lamoignière, Pailler, Rucher-Bazelais, puis l'abbaye passa aux abbés Blanchard, directeurs du collège de Machecoul, qui, en 1876, la cédèrent aux frères de Saint-Gabriel. On ignore ce que sont devenus les reliques de saint André et celles de la Vraie Croix, et ce que devinrent la croix processionnelle et le bâton d'argent.
De son importance passée, il ne reste plus de l'abbaye que des pans de murs d'enceinte de 2 mètres de haut, le portail d'entrée, un petit bâtiment et un magnifique pigeonnier.
En 1990, se crée une association de sauvegarde des lieux (l'association de sauvegarde de l'abbaye de La Chaume, l'ASAC en abrégé) qui a dégagé les murs des ronces et des lierres, a réhabilité le pigeonnier et matérialisé les emprises des anciens bâtiments disparus par des haies de buis. Depuis un théâtre de verdure a été créé et accueille de nombreuses manifestations en plein air. Ce site remarquable du patrimoine religieux de Bretagne et du Pays de Retz, est aujourd'hui accessible au public.

## Architecture
La surface des bâtiments représentait environ un quart de la surface ceinte d'une muraille, soit 2 025 m2.

### Église abbatiale
L'église fut reconstruite au XVe siècle, c'était une église orientée vers l'est. C'est un édifice à trois nefs, avec un chœur carré. On a fait venir de Paris un soleil et une croix processionnelle avec son bâton d'argent. Elle possédait de chaque côté dans les transepts : un autel dédié à saint André, avec une relique de ce saint qui avait été donnée par les prêtres qui desservaient l'Île Chauvet, au moment où elle fut incendiée par les calvinistes ainsi qu'un autre à Sainte-Émerance. Elle est décorée de peintures à l'huile sur lambris. Furent réalisées également trois chapes de nouvelles étoffes avec des chasubles et des dalmatiques. D'après le plan du XVIIe siècle, elle mesurait de 36 à 37 mètres de long pour une largeur de 24 mètres. Le narthex à l'entrée était surmonté d'une tribune.
Le clocher ne possédait qu'une cloche à son origine. L'abbé Jean-François Paul de Gondi donne 1 000 écus pour refondre les quatre cloches et refaire le clocher.
L'église est petite mais éclairée par un vitrail, placé au bas de l'église à l'est.
Lors de la démolition on a trouvé des sarcophages à l'intérieur du chœur de l'édifice, ainsi qu'une trentaine de tombeaux dans le jardin entourant l'église.

Les seigneurs des Grandes Aubrays et des Petites Aubrays étaient inhumés sous des dalles d'ardoise, à proximité du dortoir des moines.

### Cloître
Construit en 1063, le cloître roman fut refait au XVIIe siècle, avec des piliers de belles pierres en grès. Ils ne sont pas voûtés, mais sont fort gais.

### Cimetière
Il prit forme autour de la chapelle, une fois celle-ci remplie. Gérard Mellier, en 1719, écrit : « Près de Machecoul, est le grand cimetière dans lequel on voit grand nombre de tombes entr'autres sept qui sont de grosses pierres grises façonnées de feuillages, festons et autres ouvrages entrelassés de quelques caractères et lettres inconnues. Les uns disent que ces tombes sont de sept rois qui, venant subjuguer la Bretagne, furent défaits et taillés en pièces dans cette plaine ; d'autres veulent que se soient des tombes de princes et seigneurs de l'armée de Charles le Chauve qui fut défait en cette plaine par Nominoë, roi des Bretons. »

### Bâtiments conventuels
Au XVIIe siècle, les bâtiments abbatiaux et conventuels sont séparés et réparés, sous l'abbatiat de Jean-François Paul de Gondi. Ils existaient déjà en 1063 selon Ogée. Construction de neuf chambres dans un dortoir sur la longueur et la largeur du bâtiment avec vue sur le jardin, dans le bâtiment du logis abbatial qui reste au « Levant ». Le dortoir était précédemment au nord.
Aujourd'hui, une petite haie de buis donne le tracé des anciens bâtiments.
Attenant aux cuisines, il y avait un four banal à pain de l'abbaye qui pouvait cuire quelque 430 pains de troupe par fournée soit 1 720 pains par jour, à raison de quatre fournées. Le farinier Honoré Morisset devait fournir un gros gâteau aux moines pour Pâques, cuit au four de l'abbaye et un autre cuit au four banal de la paroisse.
En 1746, le palais abbatial n'existe plus.

### Jardins, parc, verger
C'est vers 1055 que les religieux aménagent l'environnement, en construisant les digues (île Saint-Michel, île Saint-Denis, île Gaudin et île Chauvet).
Le jardin est carré et fort grand.
Le monastère possède un étang, deux jardins, une cour d'honneur et une cour intérieure.
Il y a des allées couvertes et bordées de grands buis ayant plus de trente pieds de haut.
Le verger fait plus de trente pieds de large et cent de long. Il y a aussi des douves dans lesquelles l'eau du vivier communique par une voûte qui sert de pont. Il y a encore un grand pré au bout du jardin que les douves enferment.

## Pigeonnier
Le pigeonnier du XVIIIe siècle existe toujours et fut entièrement restauré en 2004. Il possède une échelle intérieure tournante, attachée au mat central. Il compte environ 600 nichoirs. Le sommet de l'édifice était ouvert, pour l'envol des pigeons. Il rapportait à l'abbé 60 pigeonneaux par an. Mais il était également affermé. Il est situé dans un champ à l'est, en direction du cimetière.

## Inventaire de 1790
Rédigé par dom Soulastre, prieur de Vertou : « l'ancienne abbaye de La Chaume consiste en vieux bâtiments, jardins, cour, ménageries, verger, le tout contenant environ quatre journaux affermés avec 81 autres champs et prés, une métairie, un moulin, dîmes et terrages objet d'un bail de neuf ans consenti à M. Rimbaud le 1er janvier 1789, pour la somme de 3 700 livres… des chambres basses, réfectoire, salle, salon, écuries, graniers, forge, cours, cloîtres, douze chambres hautes etc... ». Sans oublier beaucoup d'autres biens en pays de Retz et au diocèse de Vannes.
Il est constaté que dans l'enclos existe une allée de noyers à deux rangs. Ce religieux épousera les idées nouvelles et fera brûler les archives de son abbaye et celles de La Chaume.

## Vues du site

Abbaye Notre-Dame-de-la-Chaume
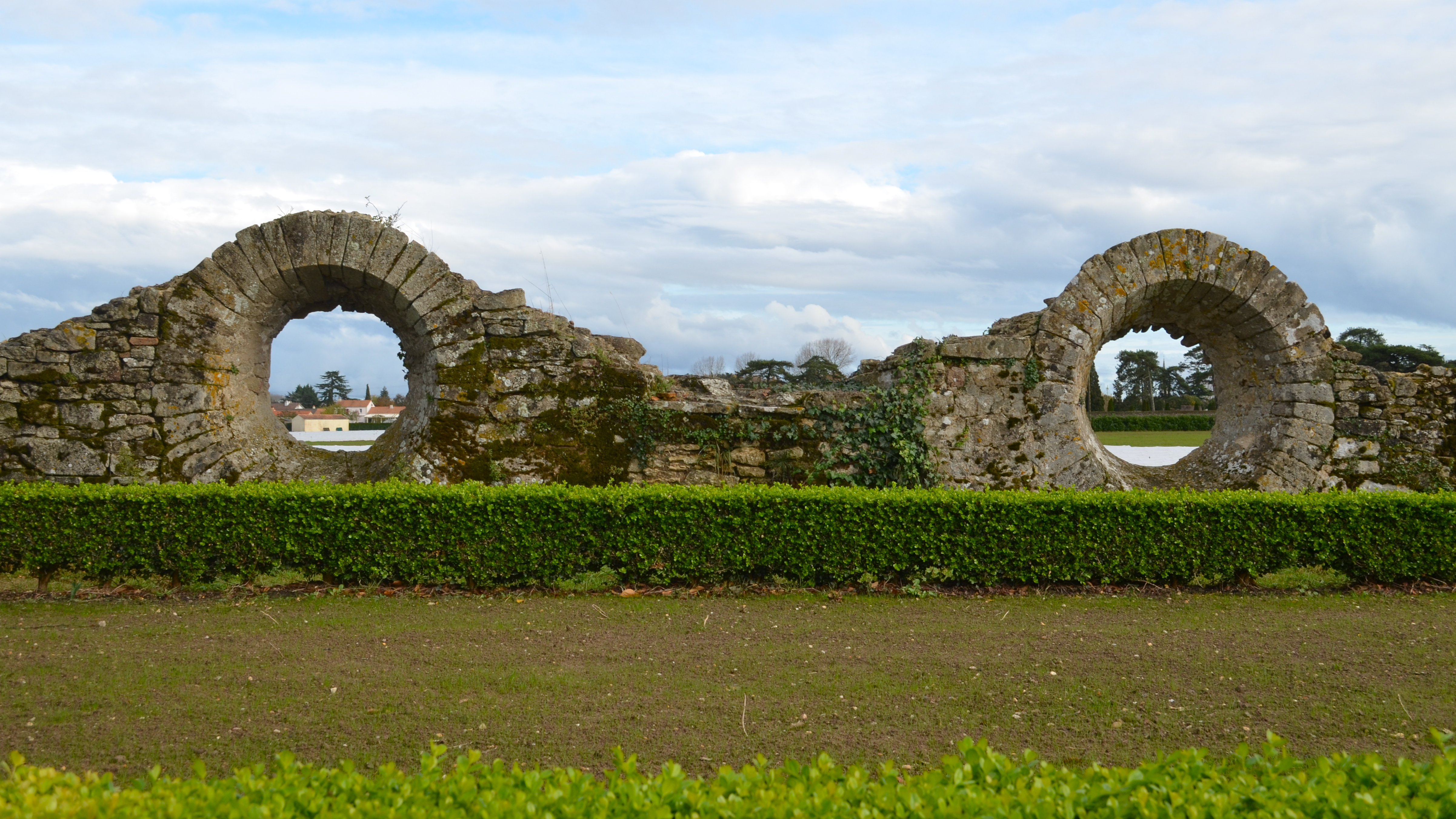
Mur d'enceinte.
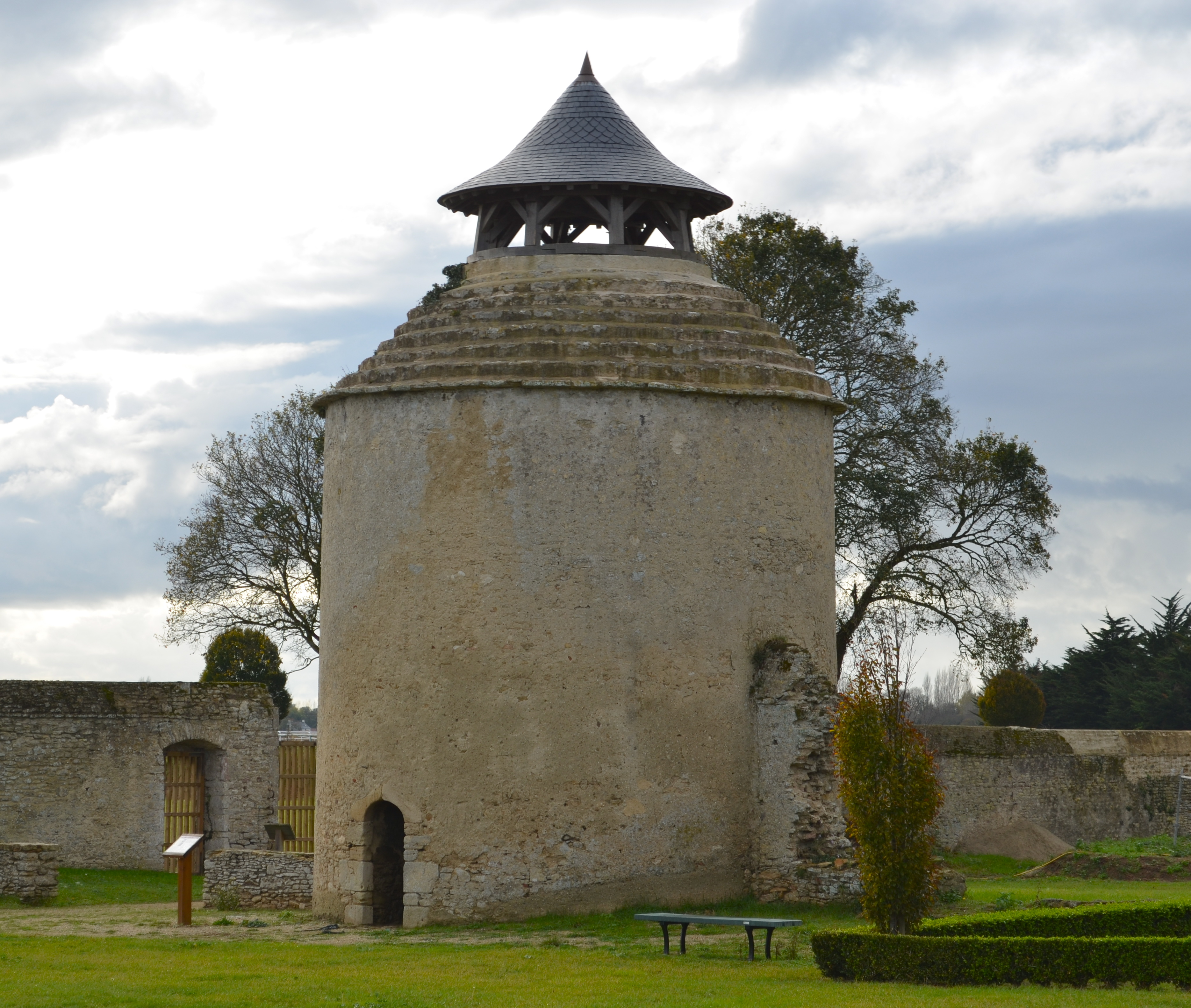
Le pigeonnier.
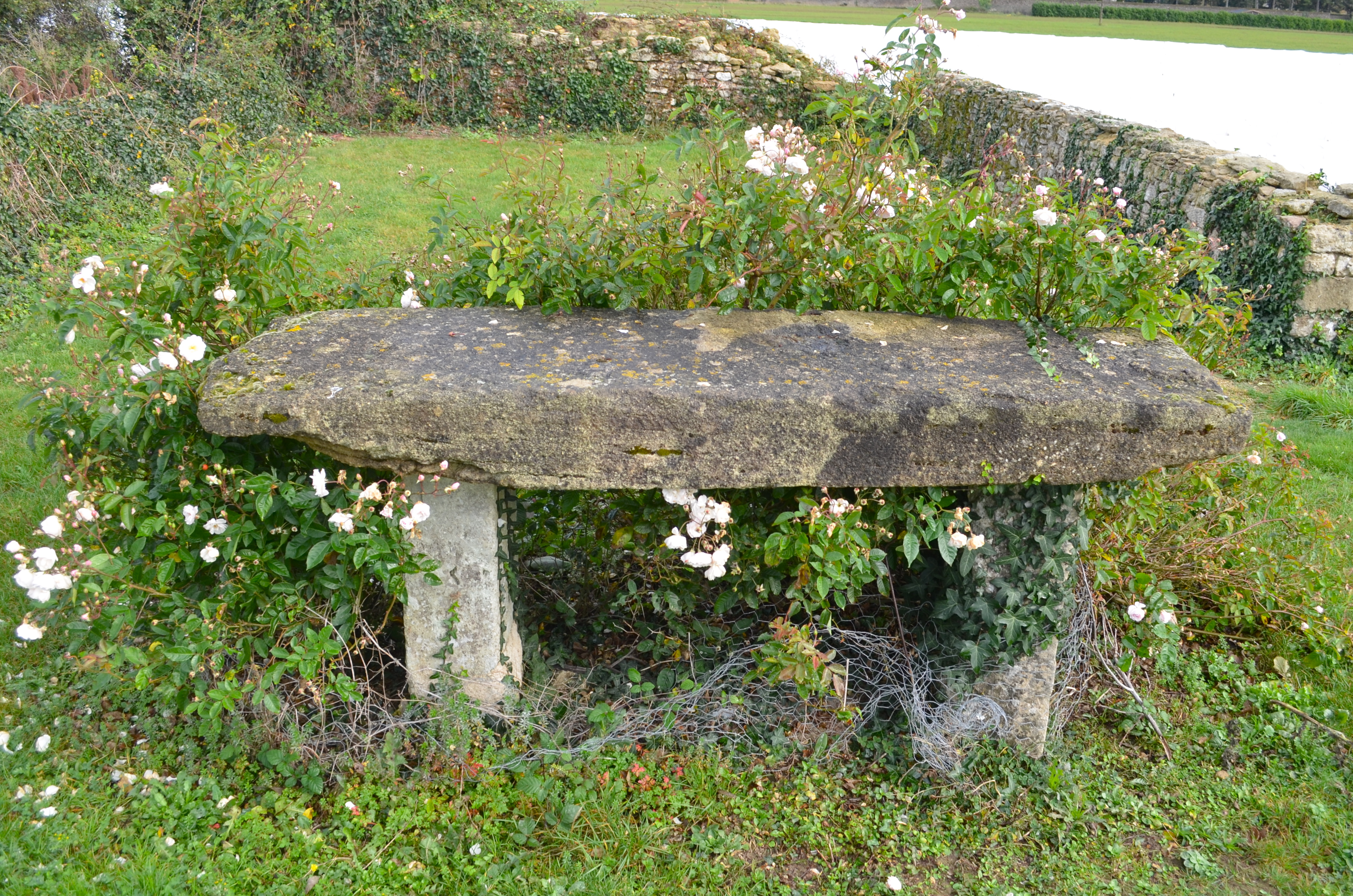
L'autel.

## Liste (non exhaustive) des prieurs et abbés

### Prieurs
- 1055 : Justin.

### Abbés réguliers
| Date                | Abbé                                          | Commentaire |
| ------------------- | --------------------------------------------- | --- |
| En 1100-1104        | Glemaroch (Glemarochus)                       | Successeur de Justin comme prieur, il devient le premier abbé de La Chaume. Il signe la fondation du prieuré de Frossay, faite vers 1100, par le clerc Urvoid, fils du prêtre Rivallon : « Glemarochus, abbas Sanctœ-Mariœ de Machicol » (« Glemarochus, abbé de Sainte-Marie de Machecoul »). Il souscrit en 1104 à une donation faite à l'abbaye Saint-Sauveur de Redon par Fredor de Frossay. |
| En 1107-1110        | Tanguy (Tangico)                              | Il signe : « Tangico, abbatc de Culmo » le chirographe contenant l'accord définitif passé, de 1107 à 1110, entre les abbayes de Marmoutier et de Redon, au sujet du prieuré de Réré. |
| En 1112             | Philippe                                      | Souscrit à l'acte de la dot accordée en 1112 par Bernard de Machecoul, à sa fille Béatrice qui se faisait religieuse à l'abbaye du Ronceray d'Angers. |
| En 1126-1134        | Gauthier (vivant en 1134)                     | Assiste en qualité de témoin à la donation faite à l'abbaye Saint-Sauveur de Redon par Olivier de Pontchâteau en 1126, et en 1127 à la réconciliation de l'église de Redon faite par Hildebert de Lavardin, archevêque de Tours, en présence du duc Conan III de Bretagne et de sa mère Ermengarde d'Anjou. |
| Entre 1134 et 1184  | Alfred (Alfredus)                             | Succède à Gauthier. N'est connu que par l'acte d'association dans lequel Hervé, abbé de Saint-Serge d'Angers, lui accorde le bénéfice des prières de son église, et l'inscription de son nom au martyrologe après son décès. Cette pièce est antérieure au 31 mai 1150, date de la mort d'Hervé. |
| Entre 1134 et 1184  | Robert (Robertus)                             | « Robertus, abbas de Chalma » assiste à la dédicace de l'église de La Bénate, faite par Bernard, évêque de Nantes, en présence des abbés d'Orbestier, de Breuil-Herbaud et de Nieul-sur-l'Autise, entre les années 1150 et 1155. |
| En 1184             | Philippe (Philippus)                          | |
| En 1213             | Haimon                                        | Cité dans une permission que Bernard de Machecoul accorde aux religieux de Saint-Martin de bâtir un bourg et d'y tenir une foire. Ces actes ont dû être passés vers 1213 ou 1214. |
| 1292                | Pierre Louys (décédé en 1294)                 | |
| 1322                | Nicolas de Tréal (vivant en 1324)             | Tuteur des enfants d'Olivier Le Roux. |
| En 1328-1336        | Michel de Tréal                               | |
| 1346                | Pierre de Touyac                              | Il plaide cette année-là contre Gérard V Chabot, seigneur de Retz, selon une sentence rendue, touchant leur affaire, par Philippe de Beaumanoir, chevalier, bailli de Touraine le 24 septembre 1346. |
| 1351-1374           | Jean de Taillefer                             | Originaire de Dol-de-Bretagne. |
| 1386-1387           | Thomas Ruffier                                | Originaire de Saint-Brieuc. |
| 1391-1402           | Jean Larcher                                  | De famille pro-française durant la guerre de Cent Ans. |
| 1402                | André Larcher                                 | De famille pro-française durant la guerre de Cent Ans. |
| 1413-1415           | André de Lorme                                | |
| 1418                | Guillaume                                     | |
| 1421                | Denis                                         | |
| En 1428, 1438, 1441 | Jean Groilard                                 | |
| 1446                | Nicolas de Tréal                              | Suivant un acte de Blain. |
| 1448                | Jean-Louis Le Roux                            | |
| 1453                | Jacques Rousseau                              | |
| 1456                | Jean                                          | |
| 1456                | Alain Loret                                   | Fils du conseiller du duc Jean V de Bretagne. |
| 1456                | Guillaume Jehanno                             | Secrétaire du roi, fut pourvu par le maréchal André de Lohéac, baron de Retz, et présenté au légat pour requérir ses bulles. |
| 1458                | Jean de Saint-Guedas                          | |
| 1502                | François Raoul Geslin                         | Il est préféré à François Mathurin de Chauvigny par le duc de Bretagne car Gestin est breton alors que Chauvigny est parent du baron de Retz André III de Chauvigny. Maintenu en sa possession de l'abbaye par lettres de la chancellerie de cette date, François Mathurin de Chauvigny son compétiteur fait appel de ses lettres au conseil de Bretagne. |
| 1506                | François Jean du Plesseix                     | Débouté par François Jean Coutelier le 2 octobre 1507. |
| 1507                | François Jean Coutelier                       | |
| 1513                | Louis de Saiges (ou Louis d'Aiges)            | |
| 1516                | François Antoine Geoffroy                     | De 1500 à 1525, les problèmes de succession du baron de Retz André III de Chauvigny (mort en 1502) intéressent La Chaume par la compétition qui sévit dans la nomination des abbés. Ainsi en est-il entre Antoine Geoffroy, qui sera élu en 1516, et Jacques de La Porte, présenté et soutenu par le baron de Retz Georges de Tournemine en 1519. |
| 1519                | François Jacques de La Porte                  | Présenté le 1er octobre 1519, par le baron de Retz Georges de Tournemine, pour être pourvu de l'abbaye, il n'est pas agréé et on lui oppose Antoine Geoffroy, qui suit. |
| 1519                | François Antoine Geoffroy                     | Déjà élu en 1516, il est maintenu par lettres de la chancellerie datées du 18 juillet 1522. Son compétiteur Jacques de La Porte en appelle au Conseil de Bretagne le 23 juillet 1522 et gagne son procès. |
| 1522                | François Jacques de La Porte (mort vers 1559) | Renouvelle son serment de fidélité au roi en 1543, selon un acte par Padioleau. Le frère Jousseaume dit de lui : « La Chaume est très redevable à cet abbé qui la gouverna pendant quarante ans et maintint toujours avec fermeté les droits que lui contestaient les sires de Rais ». Il est dernier abbé nommé par les barons de Retz. Il meurt à Nantes vers 1559, pendant les troubles religieux. On cachera sa mort aux moines de La Chaume et ainsi le roi nommera le premier abbé commendataire : Olivier de Montauban. |

### Abbés commendataires
| Date      | Abbé                                                    | Commentaire |
| --------- | ------------------------------------------------------- | --- |
| 1557      | Olivier de Montauban                                    | À partir de 1558, l'abbé de La Chaume est un abbé commendataire nommé par le roi de France (par application du Concordat de 1516, le roi intervient dans la nomination des titulaires des bénéfices). Olivier de Montauban, archidiacre de la cathédrale de Nantes, est ainsi nommé. Il est député en cour par les États de la Province cette même année, et fait son serment de fidélité au roi pour son abbaye le 27 avril 1558, serment renouvelé le 10 juin 1560 et le 19 décembre 1564. Le 22 mai 1561, Toussaint de Laval, vicaire général de l'évêché, visite Machecoul et La Chaume. Il y constate l'abandon de l'abbé Olivier de Montauban, et la présence de cinq religieux : Jean Datin (ou d'Astin), sacriste, Franciscus Syphie, diacre, frère Juliannus Le Flave, et deux prêtres séculiers. |
| 1561      | Louis de Montauban                                      | Fait son serment de fidélité au roi en 1561, ce qui laisse supposer que son prédécesseur Olivier de Montauban est décédé. Sous Louis de Montauban, on apprend que Jean Datin (ou d'Astin), religieux sacriste, est accusé et condamné par le Présidial le 24 décembre 1567 puis livré par l'évêque de Nantes, Philippe du Bec, à ses juges. Il est dégradé, torturé, pendu puis brûlé sur la place du Bouffay à Nantes le 26 janvier 1568. Il avait abusé, avec des complices, d'un jeune homme qu'ils avaient torturé au fer rouge afin de silence mais il en était mort quatre jours après. |
| 1579      | Henri de Rastelli (ou Henri du Rateau) (mort en 1594)   | Abbé suivant un acte de l'église de Quimper. Meurt en 1594. À cette époque, les abbés soutirent les deux tiers des revenus ; il ne reste qu'un tiers pour La Chaume. |
| 1594      | Claude Étienne Nouvellet                                | |
| 1596-1606 | Pierre de Gondi (1533-1616)                             | Frère d'Albert de Gondi, duc de Retz et seigneur de Machecoul. Il est évêque de Paris, doyen de Notre-Dame de Paris de 1616 à 1651. Il veut imposer un nouveau règlement, qui est refusé par les moines de La Chaume. Les moines sont renvoyés et six séculiers et clercs prennent leur place, servant de chapelains au château ducal de Machecoul. |
| 1613      | Olivier II de Montauban                                 | |
| 1616-1654 | Jean-François de Gondi (1584-1654)                      | Doyen de Notre-Dame de Paris, premier archevêque de Paris, abbé de l'abbaye Saint-Aubin d'Angers. En 1618, les moines renvoyés sous Pierre de Gondi reviennent et introduisent la réforme car ils sont de la « réforme de la Société de Bretagne » : c'est le rétablissement de la règle de Saint Benoît. Sous Jean-François de Gondi, le Cardinal de Richelieu impose la réforme de Saint Maur, une contre-réforme catholique. Les non-soumis obtiennent de se regrouper au Tranchet, à Lantenac et à La Chaume. |
| 1662-1671 | Jean-François Paul de Gondi (1613-1679)                 | Dit le « cardinal de Retz », archevêque de Paris, abbé commendataire de l'abbaye de Buzay (cistercienne). C'est lui qui fait réaliser des travaux d'agrandissement de l'abbaye. Durant sa charge, il y a un procès entre la duchesse de Retz et dame de Machecoul, Paule-Marguerite Françoise de Gondi, et l'abbaye, car elle conteste des droits seigneuriaux de lots et ventes. À cette époque, les revenus de La Chaume sont d'environ 3400 livres (1660-1670). |
| 1671      | Guy de Lopriac (mort en 1725)                           | Docteur en Sorbonne, clerc tonsuré du diocèse de Rennes. Il prend possession de l'abbaye le 31 mai 1671, il prête serment le 17 septembre 1671. Il assiste aux États tenus à Vitré en 1671 en sa qualité d'abbé de La Chaume. Il meurt en mai 1725. |
| 1679      | de la Salle                                             | |
| 1725      | Christophe-Louis Turpin de Crissé de Sanzay (1670-1746) | Évêque de Rennes, puis de Nantes ; nommé par le roi Louis XV. Le 9 août 1725, M. Meslier, curé de la Trinité, doyen de Retz, prend possession de La Chaume au nom de l'évêque-abbé. Il n'y a alors que trois religieux, dont un prieur : Dom Louis Jacques de Chiré, frère Isaac Hugonier, sous-prieur, et frère Léonard Colomb. |
| 1746-1778 | Gaspard de Poly de Saint-Thiébault                      | Prêtre du diocèse de Besançon, licencié en théologie, vicaire général de Nantes, nommé par le roi Louis XV le 17 avril 1746. Pierre Mathurin Sohier, chanoine de la cathédrale de Nantes, prend possession le 1er juillet 1746 en son nom. Poly de Saint-Thiébault la conserve jusqu'en 1778. Dom Louis Le Roy est alors sous-prieur, Dom Louis Vincent procureur, Dom Pierre Cherpentier, frère, Henry Defay, cellérier, François-Simon Boutan, novice. À cette époque déjà, La Chaume s'endette. |
| 1778-1782 | Pierre-François du Cluzel                               | Un périgourdin, chantre de la cathédrale de Tours. Il prend possession le 11 janvier 1779 en la personne de Simon Blanchard, recteur de la paroisse de Sainte-Croix. Or déjà il n'y a plus personne : c'est donc d'un corps sans âme mais chargé de revenus, que Pierre-François du Cluzel est chargé. |
| 1782-1792 | Julien-Jacques Meslé de Grandclos (mort en 1806)        | Dernier des abbés, premier archidiacre de Saint-Malo, lorsqu'il est nommé, le 4 août 1782, à l'abbaye de La Chaume par Mr Gabriel Cortois de Pressigny, dernier évêque de Saint-Malo. Il a la charge de 760 livres de pensions annuelles et viagères, que le roi Louis XVI veut être dorénavant payées et livrées sur les fruits et revenus de l'abbaye. Julien Genevoy, recteur de La Chevrolière, et Hervé de La Bauche, doyen de Retz, prennent possession de La Chaume au nom de l'abbé. Il sera dépouillé de son bénéfice en 1792, époque de la Révolution française. Il traverse avec courage les épreuves de son temps et décède à Saint-Malo à un âge avancé en 1806. |

## Armoiries de l'abbaye

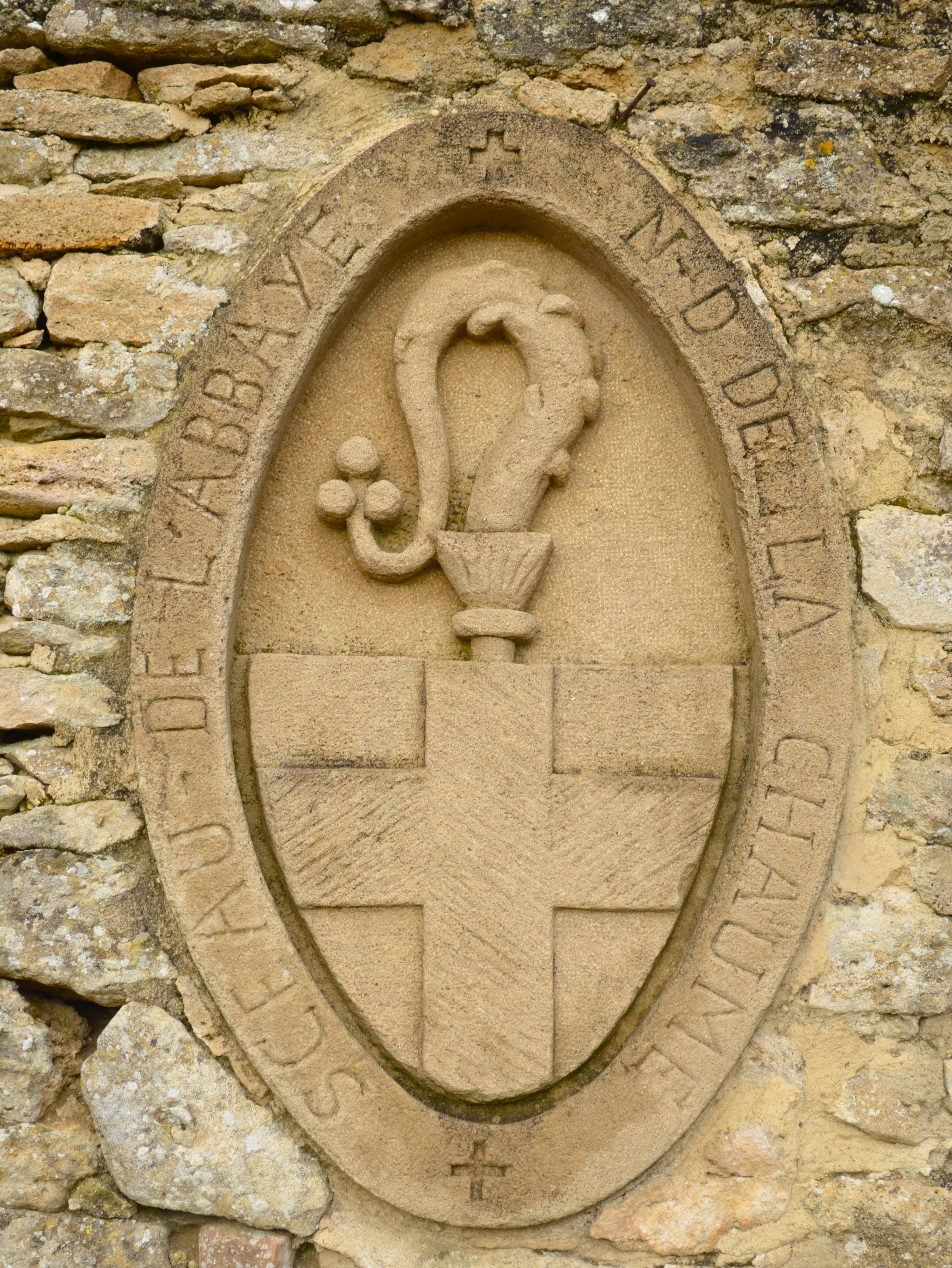
Sceau de l'abbaye.

| Blason | Blasonnement : D'azur à la croix d'or. |

## Terrier, menses, dépendances
Si le temporel de l'abbaye est important, il ne faut pas oublier que tout est affermé.
- Four banal de la paroisse de Sainte-Croix (Machecoul).
- Les revenus annuel de l'abbé étaient de 2 000 francs.
- 6 juillet 1055 : la chapelle Notre-Dame de Pitié à La Chaume, avec le cimetière, une borderie, le quart d'une vigne, un pré, un moulin, et le tiers de La Chaume, ainsi que la Chapelle de Saint-Jean, qui deviendra l'église Sainte Croix.
- Prieuré de Saint-Même, avec terres et vignobles donnés par Harscoët de Retz.
- Prieuré de L'angle-Chaillou, paroisse Saint Donatien de Nantes. Prieuré appartenant à l'origine à l'Abbaye Notre-Dame de Blanche-Couronne.
- 1554 : rattachement du Prieuré de Frossay à l'abbaye.
- Plusieurs fiefs, qui portaient le nom de « fiefs de La Chaume » et situés principalement à Fresnay-en-Retz, Sainte-Pazanne, etc. furent vendus petit à petit pour couvrir les frais d'entretien des bâtiments ; juridictions et rentes.
- Trois métairies sur la paroisse.
- Métairie noble de La Grange à Port La Roche, située entre l'Île de Bouin et Bourgneuf à une demi-lieue de Machecoul.
- Moulin Turquois, affermé à Honoré Morisset, « moyennant bonne redevance et un gâteau de la fleur d'un demi-bosseau de froment à la fête des Rois » ; moulin du Bourg Mignon ; moulin Archambaud (celui de la forêt) ; Moulin Bernard ; moulin Bontemps ; moulin Mouton ; moulin Pageot, presque tous situés dans les Chaumes.
- Prés, marais salants.
- Dîmes de la paroisse.
- Dîmes de La Trinité.
- Dîmes de Saint-Cyr.
- Dîmes de Fresnay.
- Dîmes de Sainte-Marie de Pornic.
- Dîmes de Saint-Même.
- Dîmes de Bois-de-Céné, ces dîmes pouvant valoir 5000 livres.

## Charges
L'abbaye donnait aux pauvres, chaque année : « 158 boisseaux de bled, seigle, jarosses et fèves, mesure de Machecou ».